# Partido Nacional de Honduras

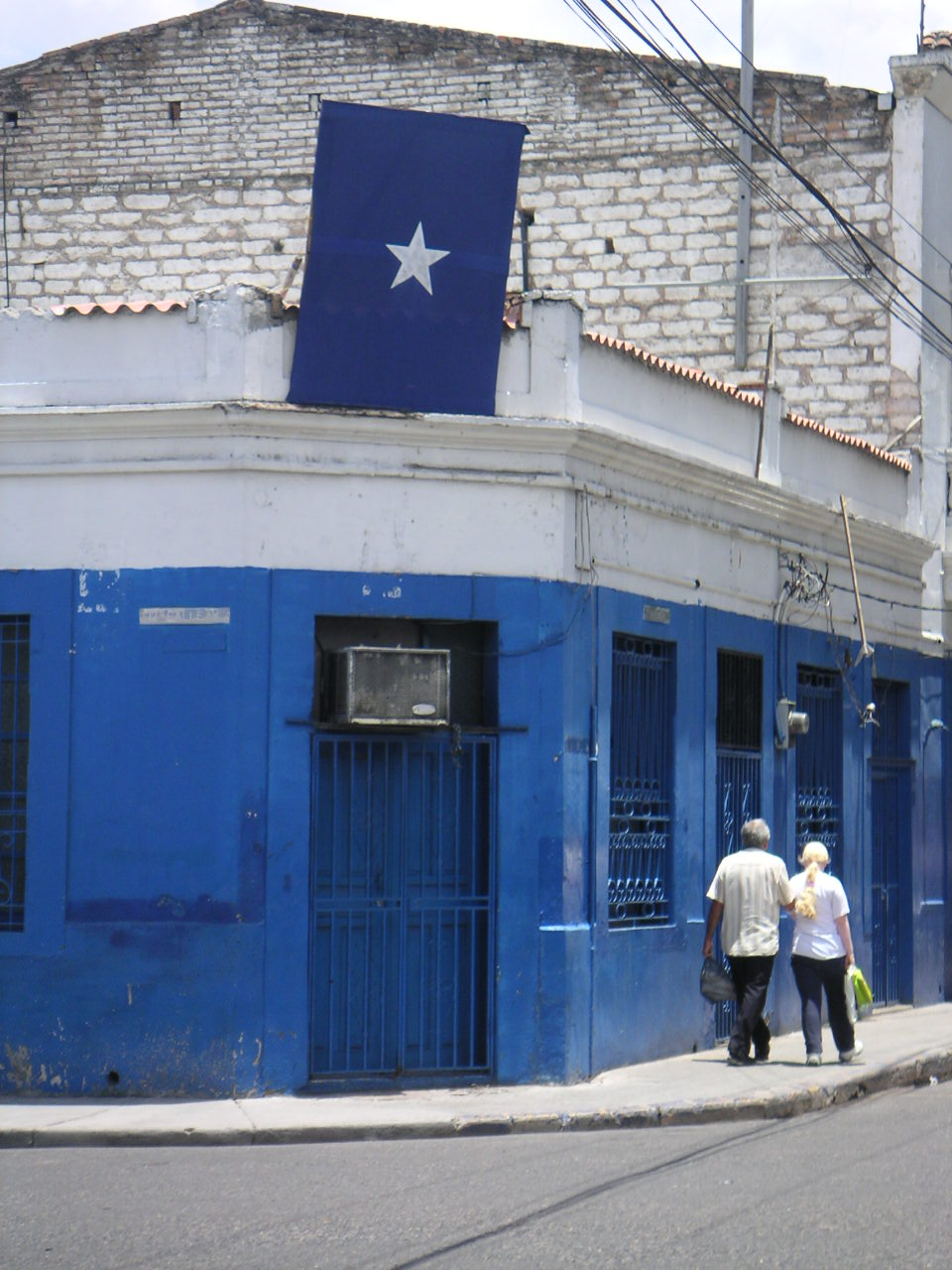
Partido Nacional de Honduras, Parteisitz in Tegucigalpa

Der Partido Nacional de Honduras (PNH; Nationale Partei von Honduras) ist eine honduranische Partei.
Die Farbe des PNH ist Blau. Hauptrivale ist der Partido Liberal de Honduras mit der Farbe Rot. Alle Wahlen in der Geschichte Honduras wurden jeweils vom Kampf dieser beiden Parteien dominiert. Der PNH regierte das Land zwischen 1933 und 1957.

## Wahlergebnisse

### 2001
Bei der Parlamentswahl in Honduras 2001 am 25. November 2001 erreichte die PNH 46,5 % der Stimmen und 61 der 128 Sitze im Parlament (Congreso Nacional). Der Kandidat der PNH Ricardo Maduro wurde mit 52,2 % zum Präsidenten gewählt.

### 2005
Bei der Parlamentswahl in Honduras 2005 am 27. November 2005 büßte die PNH ihre Mehrheit ein und musste in die Opposition gehen. Sie stellte 55 der 128 Sitze im Parlament. Auch bei der Präsidentenwahl musste sich der PNH-Kandidat Porfirio Lobo Sosa mit 46,2 % der Stimmen Manuel Zelaya geschlagen geben.

### 2009
Bei der Parlamentswahl in Honduras 2009 am 29. November 2009 erreichte die PNH wieder eine Mehrheit im Parlament. Porfirio Lobo Sosa wurde als Kandidat der PNH zum Präsidenten Honduras gewählt.

### 2013
Bei der Parlamentswahl in Honduras 2013 im November 2013 wurde die PNH mit 48 von 128 Sitzen die stärkste Partei im Parlament. Juan Orlando Hernández wurde als Kandidat der PNH zum Präsidenten Honduras gewählt.

### 2021
Bei der Parlamentswahl in Honduras 2021 erreichte die PNH 34 % der Stimmen. Der Kandidat Nasry Asfura war seiner Herausforderin vom Partido Libertad y Refundación, Xiomara Castro, unterlegen.